# S.T.A.L.K.E.R.
S.T.A.L.K.E.R. — франшиза, принадлежащая украинской компании «GSC Game World», название вымышленной вселенной, которая вдохновлена повестью «Пикник на обочине» братьев Стругацких, снятого по её мотивам фильма режиссёра Андрея Тарковского «Сталкер» и реальной Чернобыльской зоны.
Через полгода после закрытия компании GSC Game World на сайте Overclockers.ru появилась информация, основанная на заявлении директора компании Сергея Григоровича и получившая распространение в СМИ. Утверждалось, что торговый знак был продан компании Bethesda Softworks. Однако 26 апреля 2012 года в официальном твиттере S.T.A.L.K.E.R. появилось сообщение, что это неправда: на тот момент торговая марка принадлежала Сергею Григоровичу.
12 декабря 2012 года компания bitComposer заявила, что она стала обладателем эксклюзивных прав на торговую марку S.T.A.L.K.E.R. Данное утверждение было опровергнуто компанией GSC Game World и Сергеем Григоровичем в тот же день.
В основе мира «S.T.A.L.K.E.R.» лежат серия компьютерных игр, литературных произведений, комиксов, любительских фильмов, а также множество конкурсов и мероприятий.

## Основные проекты
Игры серии представляют собой смесь шутера от первого лица с элементами ролевой игры, приключенческого экшена и survival horror.

### Игры
- S.T.A.L.K.E.R.: Тень Чернобыля — первая игра серии, вышла в марте 2007 года.
- S.T.A.L.K.E.R. Mobile — портирование игры на Java ME, вышел в декабре 2007 года.
- S.T.A.L.K.E.R.: Чистое небо — приквел к первой части, вышел в августе 2008 года.
- S.T.A.L.K.E.R.: Зов Припяти — сиквел к первой части, вышел в октябре 2009 года.
- S.T.A.L.K.E.R. 2: Heart of Chornobyl — вторая самостоятельная игра, вышла 20 ноября 2024 года[15].

### Другое
- Серия книг «S.T.A.L.K.E.R.» — набор литературных произведений разных авторов, посвящённый тематике мира S.T.A.L.K.E.R[16].
- Сериал «S.T.A.L.K.E.R.» — планировались съёмки многосерийного фильма по мотивам игры[17]. Продюсером и актёром в главной роли предполагался Гоша Куценко, о чём было заявлено в пресс-конференции на выставке Игромир 2008[18]. В 2010 году был создан сайт и трейлер фильма[19], снята 1-я пилотная серия[20]. Съёмки были заморожены в 2012 году в связи с роспуском сотрудников компании GSC.